# Kei Lam
Kei Lam, née en 1985 à Hong Kong, est une scénariste et dessinatrice de bande dessinée et une illustratrice française.

## Biographie
Kei Lam (prénom : Kei, nom de famille : Lam, présentation dans l'ordre habituel français prénom-nom, qui est l'inverse de l'ordre chinois nom-prénom) est née à Hong Kong. Elle arrive en France à l'âge de 6 ans, sa famille s'installant en Île-de-France car son père rêve d'être artiste peintre, et considère Paris comme la ville des artistes. Elle raconte ces tribulation et ses sentiments les accompagnant dans ses deux premières bandes dessinées, Banana Girl et Les Saveurs du béton.
Kei Lam obtient son diplôme de l'École des ingénieurs de la Ville de Paris en 2009. La même année, elle séjourne à Shanghai durant plusieurs mois. Elle entre ensuite dans la vie active, et travaille plusieurs années dans un bureau d'études spécialisé en aménagement urbain.
En 2015, Kei Lam effectue une reconversion professionnelle. Elle intègre l'École de Condé à Paris (école privée de design) pour suivre des études d'illustration et obtient son master en juin 2016. Elle travaille ensuite pour la publicité et la presse et expose ses œuvres dans diverses galeries.
En 2017, Kei Lam publie sa première bande dessinée autobiographique, Banana Girl. Ce livre remporte le prix UNICEF de la littérature jeunesse en 2018.
Elle enchaîne en 2021 avec une autre bande dessinée sur le même sujet, Les Saveurs du béton. Ce livre remporte le premier prix du Palais de la Porte Dorée et du Festival d'Angoulême en 2022.
En 2024, elle publie avec Anne van Hyfte une troisième bande dessinée documentaire sur le thème de l'autodéfense émotionnelle, Défends-toi toi-même.
Kei Lam vit et travaille à Montreuil.

### Albums de bandes dessinées pour adultes
En tant que scénariste et dessinatrice :
- Banana Girl, Steinkis, 2017
- Les Saveurs du béton, Steinkis, 2021
- Défends-toi toi-même, avec Anne van Hyfte, L'Iconoclaste, 2024

### Livres pour enfants
En tant qu'illustratrice :
- Que caches-tu dans tes mains, Tourbillon, 2023
- Le livre debout, Tourbillon, 2021
- L’histoire du petit tracteur de la ferme, Langue au chat, 2021
- L’histoire du petit train de Noël, Langue au chat, 2020
- Mon super papa, Langue au chat, 2020
- Halte à la bagarre, Communication non violente, Casterman, 2020
- La jalousie ça suffit, Communication non violente, Casterman, 2020
- Bébé béaba, Thierry Magnier, 2019
- Climat, Collection Mes p'tites questions sciences, Milan, 2019
- Le bal de minuit, L'apprimerie, 2018